# Salinguerra Torelli

Stemma Torelli

Salinguerra Torelli (Ferrara, XII secolo – 1193) è stato un nobile e politico italiano, è considerato il capostipite della famiglia Torelli.

## Biografia
Conosciuto anche come Guido detto Salinguerra, era figlio di Pietro detto Torello (XI secolo). Nel 1120 fu nominato capitano del popolo di Ferrara. Da sempre filo-imperiale, fu tenuto in considerazione da Federico Barbarossa durante le sue discese in Italia. Combatté strenuamente contro la famiglia degli Adelardi, di parte guelfa. Morì nel 1193.

## Discendenza
Ebbe un figlio, Torello (?-1195), che a sua volta ebbe come figlio Salinguerra II Torelli.